# Superfrog
Superfrog è un videogioco a piattaforme sviluppato per i computer Amiga dal Team17 nel 1993 con l'intento di seguire la scia dei giochi a piattaforme veloci iniziata da Sonic per le console di SEGA. Venne realizzata anche una versione per Amiga CD32 e successivamente una conversione per MS-DOS (1994).
Team17 ha utilizzato nel gioco e sulla confezione diverse grafie (SuperFrog, SUPERFROG e Superfrog), ma il sito ufficiale del Team17 riporta la nomenclatura Superfrog.

## Storia
Il gioco viene introdotto da un'animazione realizzata da Eric W. Schwartz: un principe viene trasformato in un rospo da una strega, che rapisce la ragazza del principe. Mentre il principe trasformato in ranocchio si sofferma sulle coste del fiume dominato dalla disperazione, vede una bottiglia di Lucozade e la beve. La bibita avrà la proprietà di trasformare la rana in "Superfrog" (con un mantello rosso alle spalle), ridestando la volontà di rivalsa dell'eroe del gioco. L'obiettivo è quindi raggiungere la strega e salvare la ragazza.
Il gioco è stato sponsorizzato dalla bibita energetica Lucozade, che viene utilizzata anche come power-up durante il gioco. Sponsorizzazioni di questo tipo erano state già fatte, per esempio in Zool, sponsorizzato dai Chupa Chups, e in Cool Spot, sponsorizzato dalla 7 Up.

## Citazioni e riferimenti
- In un livello di Superfrog chiamato Project-F viene parodiato un altro gioco sviluppato dal Team17, Project-X. Il livello è un classico sparatutto a scorrimento con una musica ricavata dal tema del gioco originale.
- In Worms Blast e in Worms 3D appare un cameo del protagonista.